# شهرستان آرارات
شهرستان آرارات (ارمنی: Արարատի շրջան) یکی از سی و هفت شهرستان  در تقسیم‌بندی جمهوری شوروی سوسیالیستی ارمنستان بود. مرکز این شهرستان ودی بود. طبق سرشماری سال ۱۹۸۷ میلادی جمعیت آن بالغ بر ۸۵٬۱۰۰ تن و مساحت آن ۱۳۹۹٬۲۵ کیلومتر مربع بود. 

## مناطق مسکونی
- آیگاوان
- آوشار، آرارات
- آرالز
- آرماش، ارمنستان
- نور اوغی
- گوراوان، آرارات
- داشتاکار
- ینگیجه (آذربایجان)
- یراسخ
- لانجانیست
- لانجار
- لوساشوغ
- لوسارات
- نویاکرت
- تاپراکان
- نور کیانک، آرارات
- Նոր ուղի պետական տնկարանին կից ավան
- شاغاپ
- یغگناوان
- ووسکتاپ
- بارویر سواگ، ارمنستان
- زانگاکتون
- سورناوان
- واناشن
- وارداشات
- ودی
- اورتسادزور
- اورتسالانج
- پوکر ودی

## نگارخانه

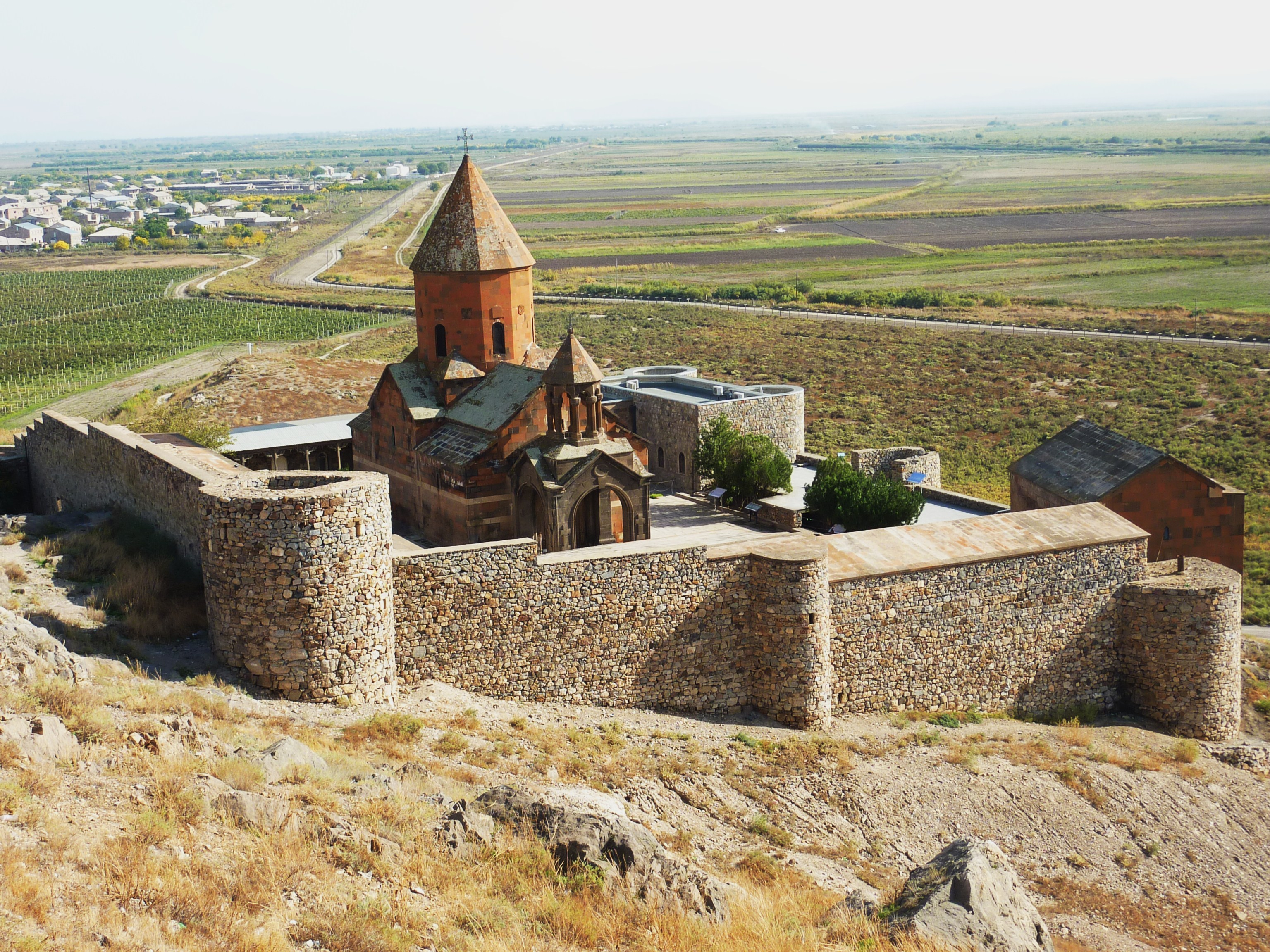
صومعه خور ویراپ
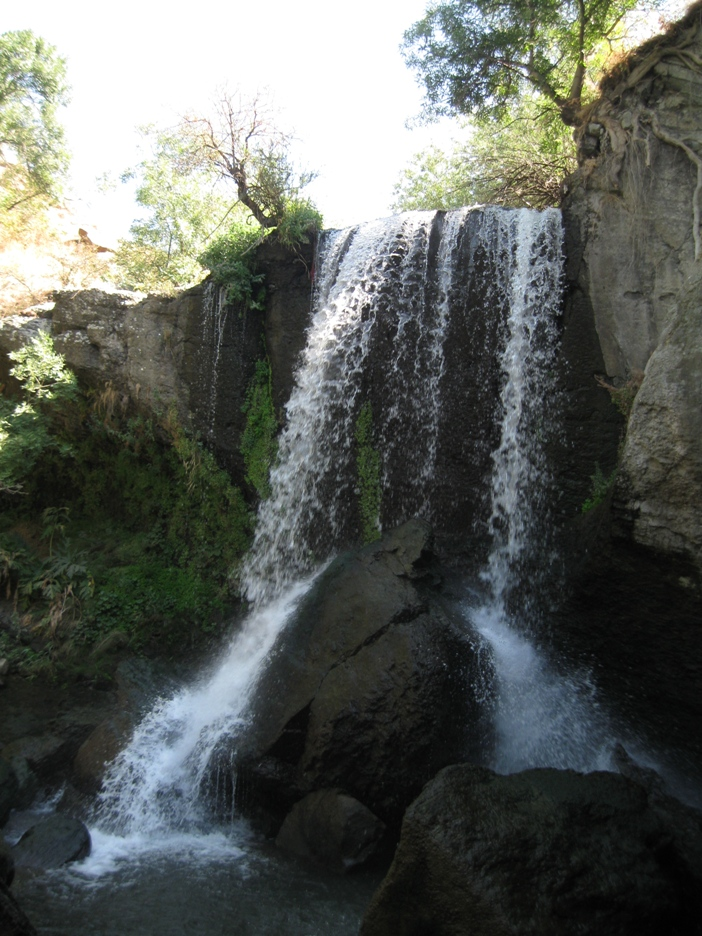
Ջրվեժ ذخیره‌گاه دولتی جنگل خسروում
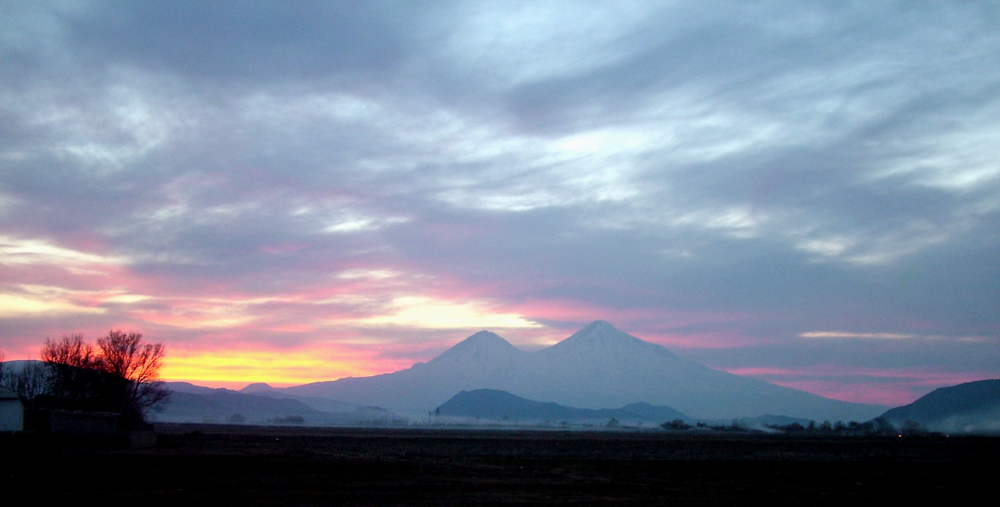
کوه آرارات լեռը